# Zdroj (román)

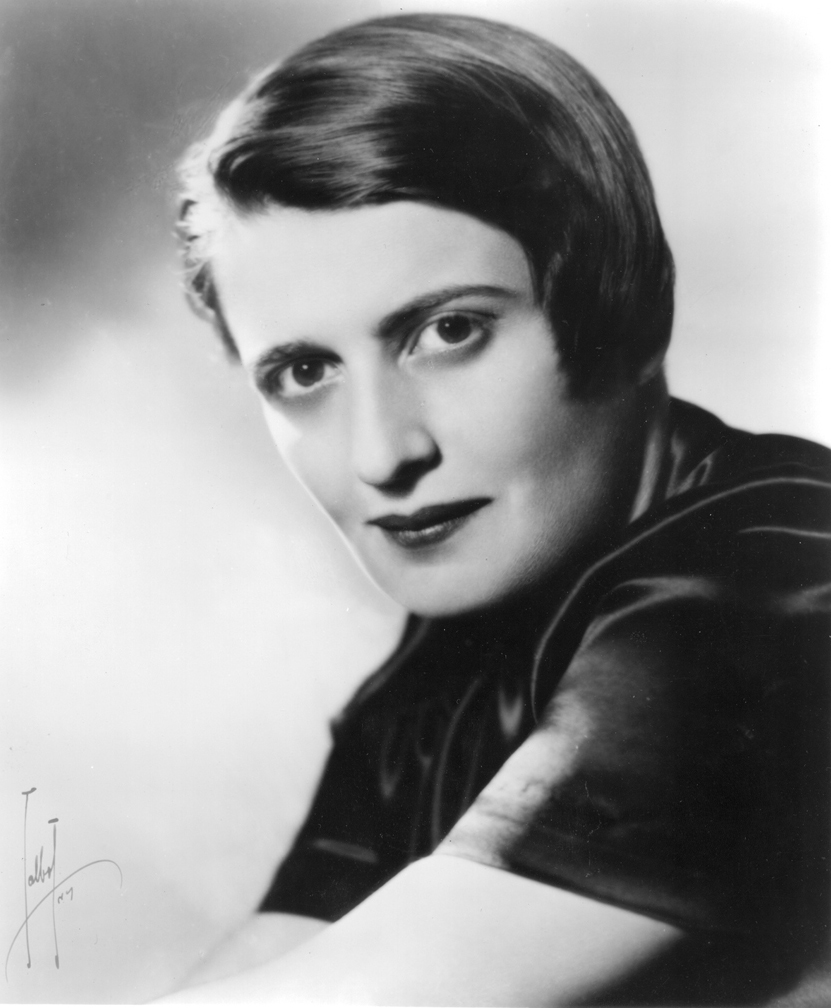
Ayn Randová

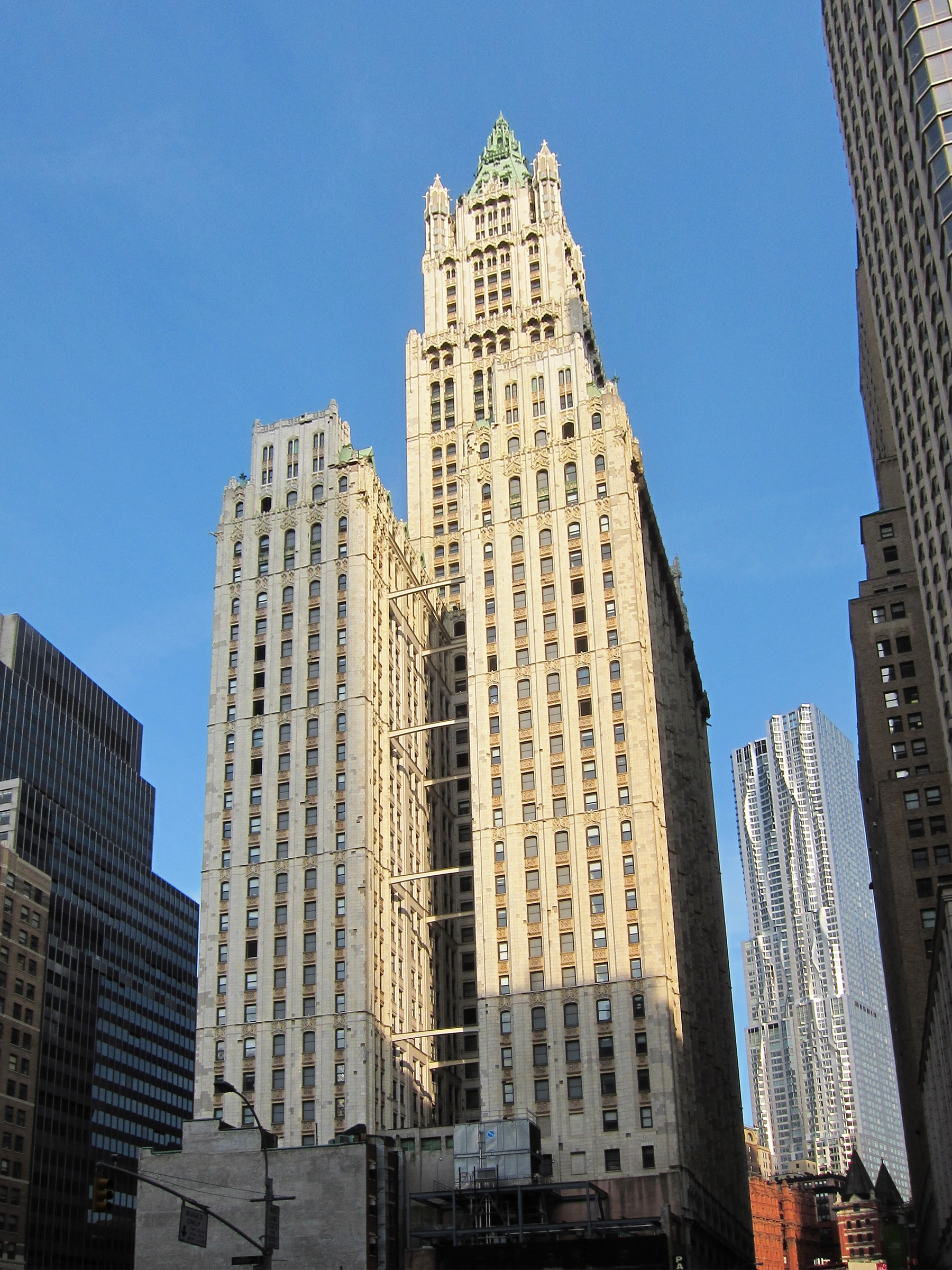
Budovy jako newyorský mrakodrap Woolworth Building sloužily pro Randovou jako inspirace k napsání díla

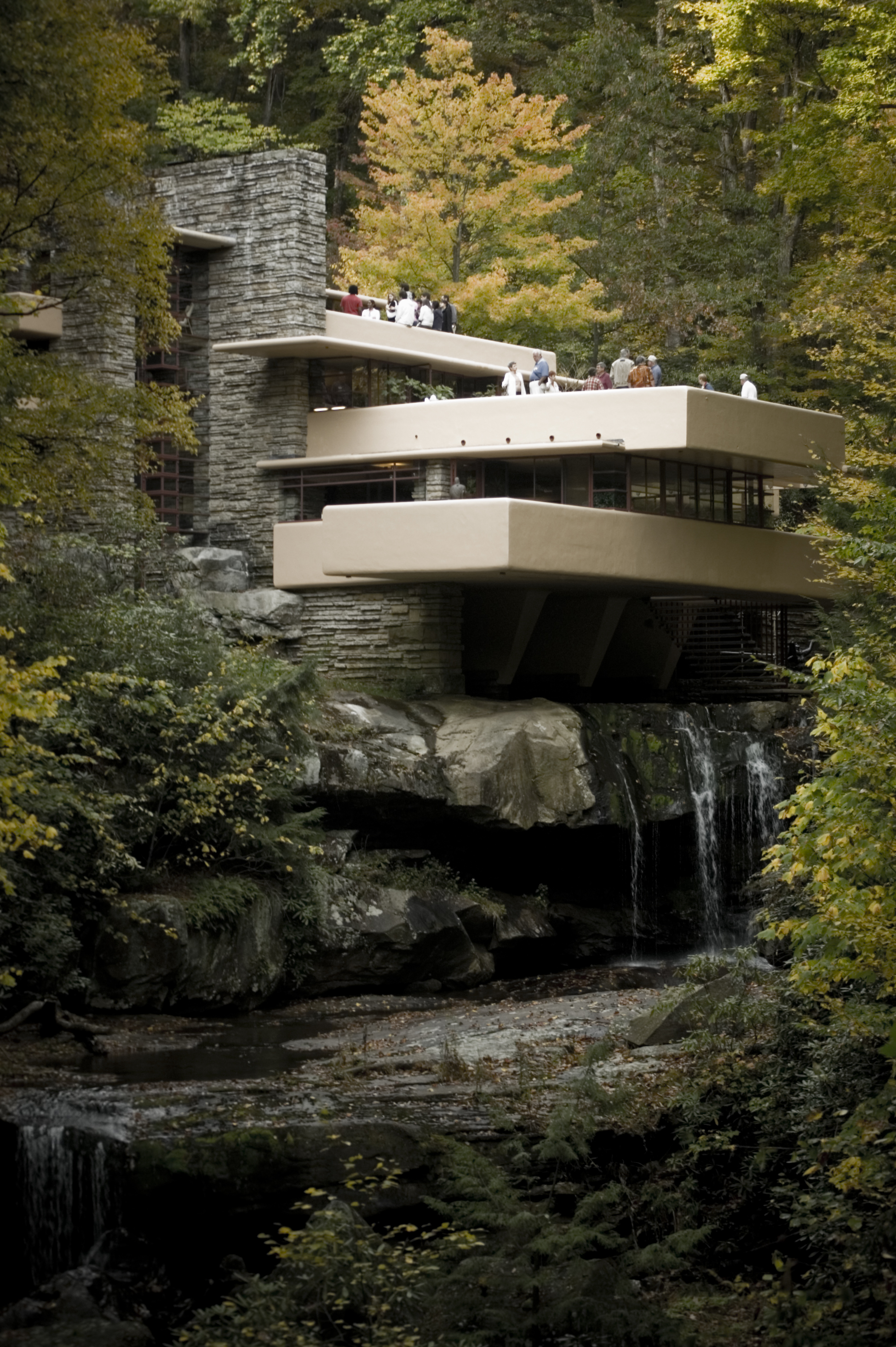
Popisy některý budov navržených Roarkem byly inspirovány stavba Franka Lloyda Wrighta, například jeho slavným domem Fallingwater

Zdroj (anglicky: The Fountainhead) je filozofický román rusko-americké spisovatelky Ayn Randové, vydaný v roce 1943. Šlo o její první úspěšnější dílo. Hlavní hrdina románu je neústupný mladý architekt Howard Roark, který se snaží bojovat proti zažitým architektonickým standardům a odmítá kompromis se zavedenými architekty odmítajícími jakoukoliv inovaci. Roark ztělesňuje autorčinu představu ideálního muže, a jeho boj odráží její víru v nadřazenost individualismu nad kolektivismem, což je klíčová součást jí založeného filozofického směru, objektivismu.
Román byl před vydáním odmítnut 12 nakladatelstvími, nakonec byl vydán nakladatelstvím Bobbs-Merrill Company (díky editorovi, který řekl, že pokud nebude román vydán, ukončí svůj pracovní poměr). Názory tehdejších i současných kritiků na román se liší, někteří ho oceňují jakožto dílo oslavující individualismus a sílu jednotlivce, jiní ho kritizují za nepříliš sympatické a plytké postavy. I přesto, že zpočátku kniha příliš prodávaná nebyla, později se stala bestsellerem. Na světě se dosud prodalo přes 9 milionů výtisků a román byl přeložen do více než 30 jazyků, včetně češtiny. Román si získal poměrně rozsáhlou základnu fanoušků, kteří jim byli ovlivněni, především pak mezi architekty, podnikateli, americkými konzervativci a libertariány.

## Děj
Děj se odehrává v průběhu několika let, ve 20. a 30. letech 20. století v New Yorku. Howard Roark se snaží odporovat lidem, kteří žijí z "druhé kapsy", kteří jsou raději konformní se zažitými názory, než aby si vážili vlastní integrity a nezávislosti. Roark, na rozdíl od všech ostatních populárních architektů, nekopíruje dřívější architektonické styly, ale snaží se každou stavbu navrhnout originálně, podle sebe. Za začátku není vůbec úspěšný a jeho snažení ho dostane několikrát i před soud, nakonec ovšem uspěje. Mezi lidi žijící z "druhé kapsy" patří Roarkův bývalý spolužák, Peter Keating, úspěšný architekt, který jen kopíruje klasické stavby, které již v minulosti navrhli jiní, ale kdykoliv má vymyslet něco nového, tak se obrací na Roarka. Dále mezi ně patří Ellsworth Toohey, socialistický architektonický kritik, využívající svůj vliv na prosazování své politické a sociální agendy, snažící se Roarka zničit. Toohey schválně vychvaluje průměrné a nepříliš dobré umělce a osobnosti, a naopak kritizuje ty silné, kreativní a nezávislé. Mezi další postavy patří Gail Wynand, vydavatel bulvárního plátku, který ovlivňuje veřejné mínění. Wynand se s Roarkem spřátelí, ale později je nucen ho zradit, když se veřejné mínění proti Roarkovi. Mezi nejkontroverznější postavy patří Dominika Franconová (v anglickém originále Dominique Francon), Roarkova milenka, která se během románu stane manželkou Keatinga, a po rozvodu s ním i manželkou Wynanda. Dominika věří, že nekonformita nemá ve světě šanci vyhrát, během románu se snaží někdy Roarkovi pomoci, jindy naopak jeho práci podkopová. Mezi nejkontroverznější pasáže románu patří ta, ve které Roark, tehdy pracující v žulovém lomu, přijde do Dominičina domu a znásilní ji, přičemž Dominika proti tomu nebrání a naopak si to užívá.

## Pozadí vzniku
Román částečně vychází z autorčina obdivu k siluetě Manhattanu, kterou poprvé viděla po jejím příjezdu ze Sovětského svazu do New Yorku v roce 1926. Právě do New Yorku je zasazen i děj románu. Randová v siluetě viděla symbol svobody a kapitalismu (takto majestátní stavby nevznikly z nějakého kolektivního rozhodnutí, ale nechali je postavit jednotlivci, jen pro svoje vlastní obohacení). Některé prvky vycházejí ze scénáře k filmu o dvou architektech Skyscraper z roku 1928, ke kterému Randová psala scénář, nebo z poznámek k nikdy nenapsanému románu The Little Street.
Randová začala na románu pracovat v roce 1934, po dokončení jejího prvního románu We the Living. Zatímco první román zahrnoval velké množství autobiografických prvků, tak Zdroj se zaměřoval na svět architektury, který Randová příliš neznala. Začala tedy studovat knihy o architektuře i biografie architektů, nějaký čas dělala písařku v kanceláři architekta Ely Jacquese Kahna. Román samotný začala psát v prosinci 1935. Na rozdíl od We the Living chtěla, aby byl Zdroj méně politický a více zaměřený na individualismus. Čtyři části románu měly původně nést názvy citátů Friedricha Nietzscheho, filozofa, který Randovou ovlivnil. Nakonec se ale rozhodla tyto citáty i jakékoliv další odkazy na Nietzscheho z textu odstranit, protože došla k závěru, že jeho názory jsou od jejích až příliš vzdálené.
Práce na románu byla několikrát přerušena, několikrát Randová dokončení románu téměř vzdala, nakonec ho ovšem na naléhání jejího manžela Franka O'Connora dokončila. V roce 1937 si dala od psaní Zdroje přestávku, aby napsala kratší dystopickou novelu Anthem (česky vydáno jako Chvalozpěv). Román byl po mnoha peripetiích a po odmítnutí 12 nakladateli vydán v roce 1943 v nakladatelství Bobbs-Merrill Company.

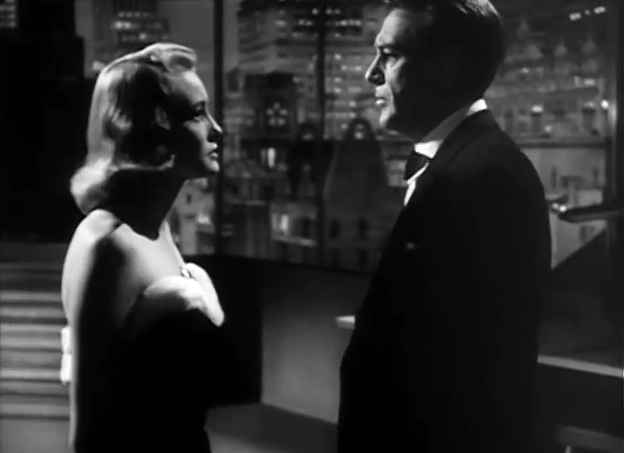
Gary Cooper a Patricia Nealová v roli Roarka a Dominiky ve filmové adaptaci Zdroje

## Adaptace
Zdroj byl zfilmován v roce 1949. Hlavní roli Howarda Roarka hrál Gary Cooper, scénář napsala sama Randová. Film ovšem neměl příliš dobré ohlasy a byl prodělečný. Od té doby několik tvůrců uvažovalo o zpracování další filmové adaptace.
V roce 2014 belgický režisér Ivo van Hove zpracoval divadelní adaptaci.
Krátké animované parodie na Zdroj se objevily i v některých animovaných seriálech, například v seriálu Simpsonovi (epizoda Čtyři velké ženy a manikúra).

## Český překlad
Česky vyšel Zdroj v roce 2000 v malém nakladatelství Berlet. Do češtiny román přeložila Jana Melicharová.